# 狗拉雪橇比賽

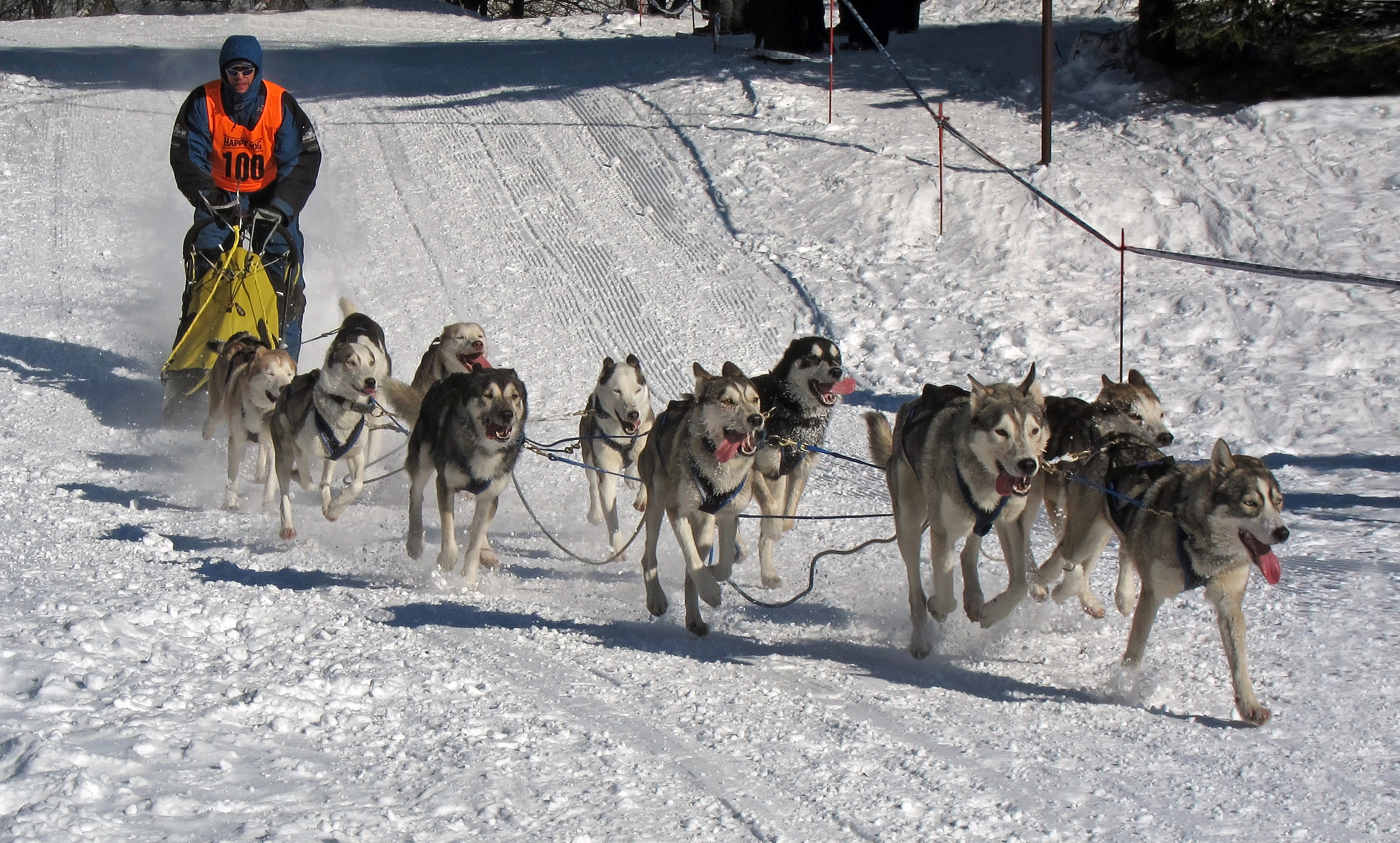
狗拉雪橇比賽

狗拉雪橇比賽是一项冬季犬類運動，該運動在美国、加拿大、俄罗斯、格陵兰和一些欧洲国家的北极地区內比較流行。  參加比賽的雪橇犬队如果想獲勝，必須以最快速度跑完劃定的路線。
狗拉雪橇比賽是1932年冬季奥林匹克运动会、1952年冬季奥林匹克运动会和1994年冬季奥林匹克运动会的表演项目 。